# 공산주의자동맹 (일본)
공산주의자동맹(일본어: 共産主義者同盟 쿄산슈기샤도메이[*])은 1958년 결성된 일본의 신좌파 정파다. 약칭은 공산동(共産同) 또는 독일어로 "동맹"이라는 뜻의 Bund의 일본식 발음에서 따온 분트(ブント)라고도 불렸다.. 그 명칭은 카를 마르크스의 공산주의자동맹에서 유래한 것이며, 독일어를 약칭으로 삼은 것도 거기서 기인한다.
전일본학생자치회총연합(전학련)을 견인했던 학생운동권들이 일본공산당과 결별하여 결성했다(제1차 분트). 이후 1960년 안보투쟁의 고양을 선동하여 소기의 성과를 이루었으나 같은 해 해체된다. 1966년 재건(제2차 분트)되었지만 1970년 다시 해체되고, 전기파, 봉화파, ML파, 적군파 등 여러 정파로 분열되었다. 공산동 계열의 학생회로는 사회주의학생동맹(사학동)이 있다. 주장으로는 "마르크스-레닌주의의 복권," "프롤레타리아 국제주의," "세계혁명"을 내걸었다.
공산동의 활동시기는 1960년대의 학생운동, 즉 전학공투회의(전공투)와 시기적으로 겹치는 부분이 많다. 여러 번 해체와 분열을 거듭했기 때문에 조직의 실태 및 인원은 시기에 따라 다르다. 사무국은 도쿄 도 분쿄 구 모토 정에 있었으며, 이후 치요다 구 간다진보 정으로 이전했다.

## 사상
1958년 12월 1차 분트 결성대회 의안은 “착취, 빈곤, 억압, 복종의 절멸과 인간의 진정하 해방을 의미하는 세계공산주의혁명,” “대중적인 혁명당의 결성과 프롤레타리아 독재의 실현,” “마르크스-레닌주의의 혁명적 전통”등을 내세워 “오늘날 모든 공산주의당은 평화공존과 일국혁명의 절대화, 세계혁명의 포기에서 그 본질이 동일”하며, 일본공산당은 “요요기 관료”들에 의한 “배반적 성격”, 혁명적공산주의자동맹은 “혁명적 이론이 부족”하다고 비판하고 “기존의 일체의 당파들에 신뢰를 거두고,” “굳건한 단결이라는 신화를 버리고,” “조직 앞에 강령”이 아니라 “실천의 불의 시련 속에서 진실의 강령을 조성하지 않으면 안 된다”고 적었다.
일국의 사회주의건설의 강행과 평화공존정책으로 세계혁명을 배신한 기회주의 조직으로 타락한 공인된 공산주의 지도부(스탈린주의 관료)와 이론적, 조직적으로 스스로를 명확하게 구분하고, 그것과 비타협적인 투쟁을 하고, 새로운 인터내셔널을 전 세계에 조직하기 위해 노력하고, 세계 혁명의 일환으로 일본 프롤레타리아 혁명의 승리를 위해 투쟁한다— 1959년 8월 제3회 대회에서 채택한 약관

1966년 재건된 2차 분트의 기본 노선은
1. 국제금융위기 등 세계자본주의의 전후체제의 동요가 시작되어 프롤레타리아 혁명에 적당한 조건이 형성되고 있다
2. 그 일환으로 일본의 전후민주주의 체제도 동요하기 시작하고 혁명이냐 반혁명이냐의 계급적 사투시대의 과도전단계가 형성되고 있다
3. 일본의 프롤레타리아 인민은 “삶과 권리의 실력방어”를 반제투쟁으로 조직하고 프롤레타리아 혁명의 전망을 개척해 나가야 한다
4. 프롤레타리아 일본혁명의 승리는 프롤레타리아 세계혁명의 전망을 연다
5. 현대 일본의 혁명당의 의식성은 “반제투쟁을 프롤레타리아 일본혁명으로!” “일본혁명을 아시아혁명의 승리와 세계혁명의 돌파구로!” 등의 슬로건으로 제시된다.

였다.

## 역사

### 제1차 분트 결성
미소냉전의 격화, 중화인민공화국 성립(1949년(, 한국전쟁 발발(1950년), 그리고 이에 따른 코민포름(= 스탈린)의 일본공산당 비판 등으로 인하여 1950년대 들어 일공당은 주류파(소감파와 비주류(국제파)로 분열해 혼란상태에 빠졌다. 그리고 종전 직후 미군정을 "해방군"으로 규정하고 의회주의적인 "사랑받는 공산당"을 지향한 노사카 산조 노선을 폐기하고 무장투쟁 노선으로 전향했다. 그러나 그 결과 오히려 지지율은 폭락해 의회 의석을 몽땅 잃었다. 당시 비밀리에 중공으로 건너가 베이징에 지도부(베이징 기관)를 차린 공산당 서기장 토쿠다 큐이치도 1953년 중공에서 객사해 버린다. 1955년 공산당은 미야모토 겐지의 주도하에 혼란을 수습하기 위해 무장투쟁 노선을 폐기했다(육전협). 하지만 당중앙의 권위는 크게 떨어졌고, 1956년 니키타 흐루쇼프의 스탈린 격하 및 헝가리 혁명 무력진압으로 공산주의 종주국 소련의 권위도 크게 요동쳤다.
당시 전학련은 동원수 최대의 대중운동을 독자적으로 견인했고, 레드 퍼지 대학의 실시를 저지하기 위한 스나가와 투쟁을 성공시키는 등 다양한 구체적 실적을 내고 있었다. 이에 학생운동권은 공산당 지도부에 큰 불만을 품게 된다. 그리하여 공산주의자동맹, 약칭 분트를 1958년 12월 결성하게 된 것이다. 세계 최초로 공산당에서 이탈한 좌익이라고 한다. 초기 지도부는 코야마 켄이치, 모리타 미노루였지만, 곧 좀더 젊은 시마 시게오, 아오키 마사히코, 시미즈 타케오, 키타코우지 사토시 등의 그룹으로 주도권이 롬겨갔다. 또한 강령은 따로 만들지 않고 기관지에 게재된 매니페스토로 대신했다. 조직도 엄격한 전위당 중집체제를 강요하지 않고 느슨한 편이었다. 이는 조직화도 대중투쟁 속에서만 있을 수 있다는 발상이 바탕된 것이었다. 제1차 분트의 맹원 수는 설립 시점에서 약 300명, 1959년 9월 시점에서 약 1400명, 60년 안보 때는 약 3000명 정도였다. 젊은 활동가 중에 하야시 미치요시, 니시베 스스무, 가라타니 고진, 히라오카 마사아키, 카토 히사타케, 나가사키 히로시, 시마 시게오 등도 있었다.
59년 6월 분트 맹원 카로우지 켄타로가 전학련 위원장에 취임, 이후 1960년까지 분트가 전학련을 주도하게 된다. 카로우지는 전학련 위원장 취임 때 “천진난만하게 데모・스트라이크를 합시다”라고 말했다. 실제로 제1차 분트의 행동양태는 기존의 좌익교조주의적 리고리즘(rigorism)과는 차별화된 것이었으며, 언론이 이들을 비난하는 수사도 “붉은 태양족”, “붉은 천둥족”등 그전까지 좌익을 공격하는 것과는 이질적이었다.

### 60년 안보
1959년, 기시 노부스케 내각이 일미안전보장조약을 맺음으로써 국제정치에서 점령체제의 총결산이 이루어지려 하고 있었다. 개정 반대파와 개정 추진파 모두 협약 개정사항의 구체적 쟁점을 다투기보다는, “평화,” “민주주의,” “휴머니즘,” “진보주의,” 등 전후체제 이념들의 경쟁의 장을 만들어가고 있었다. 분트는 1959년 8월 제3회 대회에서 “분트를 모두 처넣어 싸울 것”을 결의했다. 1959년 11월 27일에는 총평・사회당 등으로 이루어진 2만 수천 명의 국민회의(国民会議)와 5천 명의 전학련이 통일행동을 취하여 전학련이 국회 정문을 뚫고 의사당 구내에 진입했다. 구내는 만여 명의 시위대와 노조 깃발, 학생회 깃발로 가득찼다. 소위 11·27 국회구내 대형항의집회.
1960년 1월 16일에는 정부대표단 도미저지 하네다공항 농성을 벌였다가 카로우지 켄타로, 아오키 마사히코 이하 간부 대부분을 포함한 77명이 검거되었다. 이 사건으로 “전학련”이라는 이름은 전세계 뉴스로 전달되었다. 그러나 이에 대한 반발과 비난도 터져나와, 자민당은 전학련에 대한 특별입법을 제안하고, 사민당은 안보공투에서 전학련을 배제할 것을 주장하고, 공산당은 반혁명적 도발이라고 비난했다. 당시 전학련 학생들의 변호인을 맡으려는 변호사가 없었다고 한다. 4월 26일에는 국회 채플센터 앞에 주류전학련 1만 명이 모였다. 총동원이었고, 분트 지도부는 이 투쟁에 명운을 걸었다. 전학련 위원장 카로우지 켄타로가 국회 앞 차벽을 넘고 자신을 따를 것을 요구했다. 학생 3천 명이 뒤를 이었다. 소위 4·26 국회채플센터 앞 바리케이드 돌파투쟁. 그러나 이 투쟁을 기점으로 분트는 중앙에서 말단 세포에 이르기까지 사분오열 상태에 빠져버린다.
5월 19일, 국회에서 날치기를 하기 위해 자민당은 원내에 300 명의 우익집단을 들여보냈다. 이에 항의하는 대중시위가 연일 벌어지게 되었다. 5월 26일에는 공전의 17만 명 시위가 국회 앞에서 발생했다. 그러나 1만 전학련은 아무런 행동방침을 정하지 못하고 통일행동의 막대한 파도에 매몰당해 휩쓸릴 뿐이었다. 현실의 전개는 전학련 서기국 지도부읭 예상과 기대를 넘어서 움직이기 시작한 것이다.
6월 4일 국철노동조합이 처음으로 정치파업을 벌이고, 마루야마 마사오가 「행동으로」라는 글을 쓰고, 츠루미 슌스케 등이 무당파를 표방하는 시민단체 “소리없는 소리회(베평련의 전신)”를 결성했다. 요시모노 타카아키는 6월 행동위원회(行動委員会)라는 그룹을 만들고 분트 전학련과 동반했다. 이시하라 신타로, 오에 겐자부로, 에토 쥰, 데라야마 슈지, 다니카와 슌타로 등은 “젊은 일본회”를 결성했다. 한편 전학련 주류는 위원장대리 키타코우지 사토시의 지휘 아래 6월 15일 2시 학생 2만 명이 국회 앞에 집결, 5시 남측 츠츠요문을 통해 국회구내에 진입해 집회를 진행했다. 7시에 퇴거명령이 내려져 잠시 나갔다가, 8시에 다시 구내에 진입했다. 전햑련의 행동을 걱정한 교원, 강사들도 다수 시위에 참여했다. 10시에 기동대에 의한 강제해산이 이루어져 최루탄으로 인한 중경상자 712명, 체포자 167명이 발생했다. 이 때 분트 맹원인 도쿄대 여대생 칸바 미치코가 압사했다.
칸바의 죽음에 항의하여 대학에서 많은 스트라이크가 진행되었다. 교수들도 전학련에 공감하면서 6월 18일 국회 앞에서 학생・노동자・시민 33면명의 밤샘 포위 데모가 발생했다. 기시 내각은 일미안보조약을 자연발효시킨 후 총사퇴했다. 기시 퇴진 1개월 후, 평화로운 질서가 돌아왔다.

### 제1차 분트 해산
분트는 투쟁이 커지면 커질수록 평소 정치에 관심이 많지 않았던 비운동권의 참여가 눈덩이처럼 부풀어 올랐고, 또한 피아 갈등이 커질수록 조직체로서 통일을 유지할 수 없게 되었다. 분트는 1960년 7월 29일 제5회 대회를 실시했지만, 60년 안보의 평가를 둘러싸고 분규하는 중 자연스럽게 형해화되어 이후 통일된 행동은 이루어지지 않았다. 사실상 해산된 것으로, 전기파, 프롤레타리아 통신파(프로통파), 혁명의 통달파(혁통파) 등으로 사분오열했다.
전기파는 분트 사무국과 기관지 『전기』(戦旗)를 전신으로 하였으며 스즈키 케이이치 등이 여기 속했다. 전기파는 1961년 혁명적공산주의자동맹 전국위원회에 합류했다. 프로통파는 시미즈 타케오, 니시베 스스무, 아오키 마사히코 등 전학련 서기국 그룹이었는데, 이들도 해산을 결의한 후 일부가 혁공동에 합류했다. 혁통파는 핫토리 신지, 호시 노나카, 나가사키 히로시 등 도쿄대 혼고지부 그룹으로, 아오키의 이론과 안보투쟁 때 분트 중앙의 행동에 비판적이었다. 이들은 분열해 흩어진 뒤 그 흐름이 마르크스주의전선파(마르전파)로 이어진다. 마르전파는 이와타 히로시의 세계자본주의론을 “발견”, 이것은 이후 분열을 경험하지 않고 독자잔존한 통칭 “관서 분트”의 60년 안보총괄 “정치과정론”과 함께 1966년 재건된 제2차 분트의 주도적 이론이 되었다.
1963년 2월 혁공동 전국위의 분열(제3차 분열) 이후 시미즈 타케오, 스야마 켄이치, 키타코우지 사토시, 후지와라 요시히사(사학동 서기장), 타가와 카즈오 등은 중핵파가 되었고, 스즈키 케이이치, 네모토 히토시 등은 혁마르파가 되었다. 그 밖에 니시베 스스무, 아오키 마사히코 등은 현대경제학 등 학술계로 전향한 이들도 다수 있었다. 서기장이었던 시마 시게오는 침묵을 지켰다. 이렇게 해서 60년 안보 당시 분트에서 지도적 위치에 있던 세력은 대부분 분트를 이탈했다.
제1차 분트의 분열상:278-283
- 1960년 6월 공산동 제5회 대회 이후 이하 3파가 분열
  - 공산동 전기파 - 1961년 2월 혁공동 전국위에 가입 결의
  - 공산동 프롤레타리아 통신파(프로통파) - 1961년 5월 일부가 혁공동 전국위에 가입, 일부는 “공산주의의 기”(이후 사노당, 동지회, 노동자당이 된다)에 합류
  - 공산동 혁명의 통달파(혁통파)
- 1961년 4월 전학련 27회 중앙위원회에서 공산동의 해체를 확인, 사학동 위원장이 사학동 해산과 마르학동(혁공동 전국위 계열 학생회)으로 결집을 선언
- 1962년 5월 분열되지 않았던 공산동 관서지방위원회가 관서공산주의자동맹(관서공산동, 관서 분트)을 결성
- 1962년 12월 도쿄대 사학동 내에 마르크스주의전선편집위원회(마르전선) 프랙션 결성
- 1963년 12월 도쿄대 사학동이 마르전선과 사학동 마르크스레닌주의파(ML)파로 분열
- 1965년 6월 사학동 ML파 내 다수파, 독립파계 사학동, 관서공산동이 연합해 공산동 통일위원회(통일공산동) 결성
- 1966년 9월 공산동 통일재건 제6회 대회 개최. 통일공산동에 마르전선이 참가하여 제2차 분트 결성,

### 제2차 분트 결성
상술한 바와 같이 1960년 제1차 분트 붕괴 이후에도 관서의 관서지방위원회는 분열하지 않고 조직을 온존했으며, 1962년 관서공산동(관서 분트)를 결성했다. 교토대, 동지사, 오사카시립대가 주축이었다고 한다.:31 관동에서는 분트가 아니라 분트의 하부조직이었던 사학동을 재건하려는 모색이 다양한 배경 하에 극히 소수이지만 진행되었다. 최종적으로 주오대와 메이지대를 중심으로 한 독립사학동이 1965년 6월 관서 분트와 통일위원회를 구성했다. 그리고 이와타 히로시 이론을 기반으로 한 마르크스주의전선파(마르전파, 혁통파의 후신)가 통일위원회에 합류, 1966년 9월 재건 제6회 대회를 열고 제2차 분트를 결성했다. 의장 마츠모토 레이지, 서기장 핫토리 신지, 노대 사라기 토쿠지, 학대 코가 시오리였다. 마르전파가 실무를 맡았다. 이와타의 『세계자본주의론』, 「생활과 권리의 실력방위」 등의 내용이 강령적 중심이 되었다. 같은 달, 전학련재건준비회를 받아들이고 “전국의 대중적 학생자치회의 연합에 의한 철저한 대중투쟁을 싸울 것”을 목표로 하는 소위 삼파전학련(三派全学連)이 재건되어 35개 대학 178개 학생회가 참여했다. 1966년 12월, 메이지대학 기념강당에서 대회를 열었다. 총 3,000 명이 참여했다고 한다.:51

### 가두투쟁의 시대
60년대 하반기의 극심한 정치활동은 1967년 10월 8일의 사토 에이사쿠 총리대신의 베트남 방문 저지(제1차 하네다 사건)부터 시작된다. 여기서 처음 하이바와 각목이 공공연히 등장하고, 2,000 명 규모의 삼파전학련이 경찰기동대와 충돌해 58명이 검거되었다. 1967년 11월 3일에는 산리즈카 투쟁에 처음으로 삼파전학련이 조직적으로 참가했다. 11월 12일에는 3,000 명이 모여 제2차 하네다 투쟁을 벌여 347명이 검거되었다. 1968년 1월의 사세보 엔터프라이즈 입항저지투쟁에서는 도쿄와 사세보 현지에서 항의활동이 이루어지고 1월 17일 삼파전학련 1,500 명이 사세보에서 기동대 1,400 명과 격돌했다. 사세보 시민들도 삼파전학련을 응원했다. 1월 18일에는 사공주최의 사세보 5만인 집회가 있었고, 1월 19일 도쿄 히바야에서 주간 10,000명, 야간 5,000 명의 집회와 시위가 이루어졌다. 사학동 250명이 외무성 4층에 난입했다가 89명이 구속되었다. 2월 26일에는 산리즈카 공항실력분쇄 현지총궐기집회에 반대동맹 1,000 여명, 삼파전학련 학생 1,600 여명 등 3,000 여명이 모였다. 3월에는 오지야전병원 설치저지투쟁에 삼파전학련 1,500 명이 모여 150명이 체포되었다. 이 때부터 "시민"이 아닌 "군중"이 등장, 5,000 여명이 기동대를 포위하고 투석했고, 투쟁 때마다 대량체포가 일상화되어갔다.
이 때까지 가두투쟁을 지탱하고 있었던 것은 어디까지나 각 정파의 활동가 집단이었지만, 배후에서 “무언가 뜻밖의 양적・질적 확대가 준비”되어가고 있었다. 도쿄도내의 시위대열 옆 인도에는 언제나 방대한 "구경꾼"들이 수반되었다. 도쿄대 투쟁이 시작되고, 무풍지대였던 최대 맘모스 사학 니혼대학에서도 1968년 가을부터 교내투쟁이 시작되었다. 그전까지 전혀 보이지 않았던 무당파 활동가들이 튀어나오며 「논섹트 래디컬」(급진적 무당파)라는 말도 생겨나게 된다. 1968년 11월 22일, 도쿄대 혼고 캠퍼스에서 「도쿄대・니혼대투쟁승리전국학생총궐기대회」가 열려 학생 2만 명이 참석했다.
1968년 10월 8일, 21일에는 신주쿠에서 미군 탱크차 운행저지, 특히 21일의 국제반전데이에는 신주쿠역 앞에서 군중, 구경꾼이 10만명이 모이면서 이세탄백화점 신주쿠점 앞까지 사람이 들어찼다. 이 때 750명이 체포되면서 소요죄가 적용되었다(신주쿠 소란). 21일에는 신주쿠 소란과 동시에 사학동 핵상들이 방위청 앞에서 돌입을 시도했다. 삼파전학련이 분열한 뒤 반제전학련 위원장이었던 후지모토 토시오는 여기서 검거되었으며, 그 뒤 옥중에서 카토 토키코와 결혼했다.

### 68혁명: 전공투 시대
전학공투회의는 일반적 인식과 달리 그 활동의 지도적 입장에 있던 당사자 대부분이 침묵을 선택하면서 그 경과의 전모와 이념, 형태가 충분히 규명되지 않았다. 삼파전학련과 제2차 분트, 기타 여러 신좌파 정파들 간의 관련이 애매하고, 삼파전학련과 전공투를 혼동하지 말아야 한다는 주장도 있다. 아무튼 전공투는 그전까지의 기존 학생회, 그리고 기존 학생회들의 연합체인 전학련을 기반으로 한 운동과 달랐다는 점에서 유의가 필요하다.
제2차 분트는 65년-69년의 중대학비・학관투쟁, 66년 명대 학비투쟁 등에 관여했고, 69년 1월 동대 야스다 강당 사건 때 사학동 소속 200 명이 바리케이드 봉쇄에 가담했다. 그러나 1969년 1월 기동대가 야스당 강당 바리케이드 봉쇄를 해제할 당시 분트 정치국은 “모든 사학동은 정치국의 지원 없이 독자적으로 행동”한다는 방침이었다. 또한 메이지대 투쟁 때 분트는 다른 정파들에게 전학련 내부 헤게모니를 빼앗길 것을 우려해 소위 「2·2 협정」이라는 학교측과의 졸속 합의를 독단적으로 진행시켰다가 비난을 받고 사학동 계열 삼파전학련 위원장 사이토 카츠히코가 사퇴하기도 했다. 68년 2월 16일 중대 학비인상 백지철회 때는 당시 학대부장 시오미 타카야의 뜻을 받드는 「70년 안보까지의 영속 바리케이드」가 일각에서 제기되었지만 다수 학생으로부터 비난을 받았다.

### 제2차 분트 해산
가장 먼저 1967년 상반기 메이지대 투쟁을 졸속으로 끝내면서 명대독립사학동 그룹이 사분오열되었다. 그 다음으로는 1968년 3월 말의 분트 제7회 대회에서 67년 10·8 하네다 투쟁을 이끌었던 마르전파가 이탈했다. 이로써 결과적으로 관서파가 주도하는 새 집행부가 꾸려졌다. 이에 연동하여 관서파의 시오미 타카야의 「과도기세계론―세계동시혁명론」이 전면에 나선다. 68년 12월의 제8회 대회에서 주오대 학비인상 백지화를 이끌어낸 중대독립사학동(이후의 반기파)와의 균형을 맞추어 「군사」역학주의를 내세운 관서파는 다시 뒤로 들어가고, 통일위원회파의 사라기 토쿠지가 의장이 된다.
68년 10월 21일의 방위청 돌입투쟁 및 신주쿠 소란 때 분트 정치국은 명확한 방침을 내놓지 못했었다. 69년 1월 도쿄대 투쟁에서는 아라 타이스케가 이끄는 사학동에게 농성장 철수를 지시했지만 아라는 이 지령을 거부하고 야스다 강당에 남았다. 중대독립사학동은 분트 중앙일학대의 통제를 벗어나는 경향을 강화했다. 분트 정치국은 4·28 오키나와 투쟁에 앞서 3월에 시오미 타카야가 정치국을 나갈 것을 요구했다. 시오미 그룹은 시오미의 과도기세계론―세계동시혁명론 이래로 「군사」주의(「RG・공산주의돌격대」의 고안 등)를 강화한 「전단계봉기론」이라는 주장을 바탕으로 4·28 오키나와 반전데이 투쟁에 앞서 분파를 형성했다. 이 분파는 6월경부터 「적군파」라고 불리게 된다.
1969년 4월 28일 학생 등 1만 명이 가스미가세키 점거를 목표로 도쿄역― 신바시역― 오차노미즈역 등에서 「무장」데모를 벌인 오키나와 반전데이 투쟁으로, 분트 의장 사라기 등에게 그 전날 파괴활동방지법이 개인 적용되었다. 분트에 대한 단체 적용은 아니었지만 명확히 분트조직의 약화가 목적이었다. 또한 오키나와 반전데이 투쟁은, 앞서 도쿄대 투쟁과 각 대학의 전공투 바리케이드 공방전에서 베테랑 운동권들이 검거되면서 초보적 시위 지식도 없는 층이 주체가 되었기 때문에 그 결과는 참담했다. 경찰기동대의 무장도 쇄신되어 커다란 두랄루민 방패나 투석 그물, 장갑차에 특수차량까지 편성되었다.
이런 정황 가운데 1969년 7월 6일, 시오미가 이끄는 적군파 프랙션 150-200 명이 도쿄의과치과대학에서 총궐기집회를 가진 뒤 분트 합동회의(지구대표・학생세포대표)가 열릴 예정이었던 메이지대 이즈미캠퍼스로 향하여 회의장을 쿠데타적으로 제압, 파방법으로 지명수배되어 있던 사라기 의장을 의자에 묶고 폭행을 가했다. 이 난리통에 사라기는 체포되었고, 그 다음날에는 중대의 반기파 100-150명이 보복적으로 도쿄의과치과대학으로 향해 시오미 이하 적군파 멤버를 납치, 중대 학관에 2주일간 감금했다. 시오미 등과 함께 탈출을 시도한 도시샤대생 모치즈키 죠시가 3층에서 추락, 몇주 뒤 사망했다. 신좌파 내부 분쟁에 의한 첫 사망자였다. 이것이 제2차 분트의 분열을 돌이킬 수 없게 결정적으로 만들었고, 1969년 8월 22일 분트 제9회 대회에서 적군파 간부 12명이 제명되었다.
이어 1970년 6월 토시마 공회당에서 열린 정치집회에서 반기파・정황파와 아라 타이스케의 전기파가 공공연히 대립했다. 그 뒤 6월 14일에는 반기파와 정황파가 요요기 공원의 집회장에서 충돌했다.
이로써 제2차 분트는 재건 4년여만에 완전히 분열되었다. 그리고 공산동은 다음과 같이 10개 이상의 정파로 사분오열되어 전체적으로 세력을 잃었다.
제2차 분트의 분열상
- 1968년 6월 제2차 분트에서 마르전파 이탈[43]
  - 구 통일파 (구 통일위원회파)
  - 마르전파 (이탈 이후 이하 3파로 재분열)
    - 노대파(労対派), 이후 노도파(怒涛派). 1968년 노동자공산주의위원회 결성, 1979년 일본공산당 (마르크스-레닌주의)에 합류
    - 전위파(前衛派), 이후 프혁협(プ革協), 1973년 공산주의자당 결성.
    - 레닌주의협회파
- 1969년 8월 구 통일파에서 적군파가 분열 (8월 공산동 적군파 결성총회, 9월 공산동 제9회 대회에서 적군파 간부 13명의 제명을 확인)[43]
  - 구 통일파: 관동파, 적군파가 부른 명칭은 「연합분트」, 이후 전기파・정황파・반기파로 분열.
  - 적군파: 시오미 타카야 등의 관서파. 1971년 결성된 연합적군과 1972년 결성된 일본적군의 모체.
- 1970년 6월 구 통일파에서 이하 3파의 항쟁 심화(공산동 제8회 확대중앙위원회에서 정황파 중앙위원을 제명, 반기파가 전기파를 습격, 정황파가 「공산동재건준비위원회」 결성을 준비).[43] 전기파가 정황파・반기파를 제명.
  - 전기파(戦旗派): 아라 타이스케 등 주류파.
  - 정황파(情況派): 타카하시 요시히코 등 공산동재건준비위원회 결성. 1974년 원방파(遠方派)와 유격파(遊撃派)로 분열. 유격파는 1979년 ML파에 합류하여 「혁명의 기파」(革命の旗派)를 결성. 1981년 홍기파(紅旗派)가 합류해 「혁기파」를 결성.
  - 반기파(叛旗派): 3타마지구 위원회, 중대그룹 등[44]）
- 1970년 12월 주류파(전기파)에서 「12・18 공산동」 연합 3파가 분열[43]。
  - 전기중앙파 (戦旗中央派): 아라 타이스케 등 주류파.
  - 「12・18 공산동」: 관서지방위원회, 가나가와 좌파, 철의 전선파 3파 연합
- 1973년 전기중앙파에서 니시다파 분열
  - 아라파(荒派): 휴가파(日向派), 1980년 「전기공산동」(戦旗・共産同)으로 개칭
  - 니시다파(西田派): 2004년 봉화파(烽火派) 일부와 「공산동 (통일위원회)」 결성

한편, 제명당한 적군파는 제명을 인정하지 않고 「분트 적군파」라는 종파의 형태로 활동을 시작했다. 1969년 8월 28일 적군파 결성총회에 30명이 참석했고, 시오미 타카야가 의장이 되었다. 9월 4일에는 정치집회를 열어 300 명 정도를 동우너, 자위무장 및 공격적무장에 대한 개시를 선언(「세계혁명전쟁선언」)하고 무기탈취, 가두유격전의 개시를 시작하는 「오사카=도쿄 전쟁」이라는 전단계무장봉기를 선언했다. 그리고 9월 5일 2만 6000명이 모인 히비야 야외음악당에서 열린 전국전공투 결성대회(의장 동대전공투의장 야마모토 요시타카, 부의장 일대전공투의장 아키타 아케히로) 자리에 적군파가 공공연히 등장하여 오합지졸이 된 사학동을 쫓아내 해산시켰다. 그러나 11월 5일 야마나시현 대보살고개에서 총리관저 건물 점거를 위한 군사훈련을 하다 경찰에 발각되어(대보살고개 사건) 53명이 구속되어 실질적인 궐기전투부대가 괴멸한다. 이 패배의 가운데 적군파는 「국제근거지론」을 꺼내게 된다.

### 1970년대
70년 안보의 결과는 신좌파 운동의 급속한 후퇴를 가져왔다. 그런 상황의 총괄과 전망을 놓고 분트는 사분오열되었으며, 적군파, 전기파, 반기파, 정황파, 봉화파 등 크고 작은 십여 개의 정파로 흩어졌다. 전위무장단체 "적군"의 형성을 주장하는 적군파, 대중적 전투조직 "일본반제전선"을 결성하고 "공산주의돌격대"의 형성을 주장하는 전기파 등 과격한 무장투쟁 노선을 표방하는 정파도 있었다. 적군파와 전기파는 무장투쟁노선의 공통점이 있었기 때문에, 주도권을 둘러싼 정파투쟁에 들어갔다. 또 무장투쟁에 반대한 반기파・정황파가 적군파・전기파와 맞섰다. 반기파는 분트 기관지 『전기』 편집국을 제압하고 전기파에 속한 분트 의장을 비롯한 간부 중추를 분트에서 제명한다는 내용의 『전기』 특별호를 발행했다. 전기파는 그 즉시 분트 중앙의 이름으로 반기파를 제명했다. 그러나 전기파에서는 적군파와 반기파에 대한 대응을 둘러싸고 내부 투쟁이 벌어진다. 1970년 12월 18일, 아라 타이스케가 이끄는 전기파(전기휴가파)가 사무국을 장악했지만 곧이어 제8회 분트 의장 사라기 토쿠지가 이끄는 철의 전선파가 분열해 나갔다. 철의 전선파는 마찬가지로 제2차 분트 분열 때 탄생한 가나가와현 좌파 남부지역위원회와 합쳐서 또 하나의 전기파(통칭 봉기파, 연합전기파, 12·18 분트)를 결성, 전기휴가파와 대립한다. 그 뒤로도 각 정파들은 더욱 분열을 반복하면서 최종적으로 공산동계 정파는 17, 18개 정파로까지 세분화되었다. 극 뒤로도 종종 분트 제파를 통일한다는 "대분트 구상"(혁마르파의 네이밍이다)이 제기되었지만 실현되지 못한 채 현재에 이르고 있다.
한편, 대보살고개 사건으로 일본 국내에서의 전단계무장봉기가 불가능해진 적군파는 1970년 1월 19일 700-800여명(그 중 관서출신 500여명)이 모인 오차노미즈 덴츠 회관에서 재기를 위한 집회를 열었다. 70년 가을 전단계부장봉기를 위한 국제근거지의 마련 등 방침을 정하고, 3월 초에는 중앙위원회에서 하이재킹 방침을 정했다. 3월 15일 시오미는 체포당했지만 비행기 납치계획은 예정대로 3월 31일 결행된다. 이것이 요도 호 사건이다. 원래 북조선은 쿠바로 가기 위한 중간 기착지에 지나지 않았으나 이들 요도호 그룹은 북조선에 억류되었고, 그 뒤 일본의 적군파 중앙위원들은 대부분 체포되어 지도부가 소멸했다. 적군파 잔당 일부는 아랍 땅에 국제근거지를 마련, 팔레스타인 해방인민전선과 연대하는 일본적군을 결성한다. 끝까지 일본 국내에 잔류한 적군파는 케이힌 안보공투와 통합하여 연합적군을 결성했다. 연합적군은 산악베이스 사건이나 아사마 산장 사건 같은 엽기사건으로 악명을 떨쳤다.
70년대 이후 학생운동 퇴조기에도 학생자치회, 동아리 등 대중기반으로 비교적 강한 세력을 유지하던 관서지역의 여러 대학 및 수도권의 일부 대학에서는 분트 학생조직이 그대로 탈정파화한 결과, 무당파임에도 불구하고 분트의 상징인 붉은 하이바를 1990년대까지 그냥 그대로 썼다. 그래서 이들을 "적헬 논섹트(赤ヘルノンセクト)"라고도 불렀다.

### 1980년대
1980년대, 사회주의노동자당(사로당)이 4시간 노동제 실현을 내걸고 각종 선거에 도전했으나 의석 획득에 번번이 실패하며 당세가 정체되었다. 이는 "워커즈 네트워크" 등의 분열을 거쳐 2002년 마르크스주의동지회가 되고 2017년 노동의 해방을 노리는 노동자당으로 개칭해 현재에 이른다.
제1차 분트 분열 때 출현한 공산동 ML파의 계보를 잇는 마르크스주의청년동맹은 민주통일동맹으로 개칭하고 일본공산당에 접근을 시도했으나 실패한 끝에 현재는 「힘내라 일본!」 국민협의회를 자처하며 우익으로 전향했다.
전기파는 1973년 지하군사조직이 폭탄투쟁을 했는데(흑헬그룹이 누명을 쓰고 구속되었다) 그 총괄을 놓고 휴가파와 니시다파가 분열했다. 휴가파는 1997년 명칭을 분트(BUND)로 변경. 2008년 악티오 네트워크로 다시 개칭하고 생태주의 시민단체로 전환했다. 한편 니시다파는 봉화파와 합병해 공산주의자동맹 (통일위원회)가 되었다.
제2차 분트의 분열 때 파생된 몇가지 정파가 통합해 탄생한 혁기파는 중공계파의 일공ML과 통합하여 노동자공산당을 창당했다.
제2차 분트 분열 이후의 계통도
|               |               |               |               |               |               |               |               |               |               |                   |                   |                   |                   |                   |                   |                            |                            |                            |                            |                            |                            |                       |                       |                        |                        | 제2차 공산동 제2차 분트      |                              |                              |                              |                              |                              |               |               |               |               |                         |                      |                           |                           |                           |                           |                           |                           |                           |                           |                           |                           |                           |                           |                              |                              |                              |                              |                              |                              |                   |                   |                   |                   |  |  |  |  |  |  |  |  |  |  |  |  |  |  |  |  |  |  |  |  |  |  |  |  |  |  |  |  |  |  |  |  |  |  |  |  |  |  |  |  |
|               |               |               |               |               |               |               |               |               |               |                   |                   |                   |                   |                   |                   |                            |                            |                            |                            |                            |                            |                       |                       |                        |                        |                              |                              |                              |                              |                              |                              |               |               |               |               |                         |                      |                           |                           |                           |                           |                           |                           |                           |                           |                           |                           |                           |                           |                              |                              |                              |                              |                              |                              |                   |                   |                   |                   |  |  |  |  |  |  |  |  |  |  |  |  |  |  |  |  |  |  |  |  |  |  |  |  |  |  |  |  |  |  |  |  |  |  |  |  |  |  |  |  |
|               |               |               |               |               |               |               |               |               |               |                   |                   |                   |                   |                   |                   |                            |                            |                            |                            |                            |                            |                       |                       |                        |                        |                              |                              |                              |                              |                              |                              |               |               |               |               |                         |                      |                           |                           |                           |                           |                           |                           |                           |                           |                           |                           |                           |                           |                              |                              |                              |                              |                              |                              |                   |                   |                   |                   |  |  |  |  |  |  |  |  |  |  |  |  |  |  |  |  |  |  |  |  |  |  |  |  |  |  |  |  |  |  |  |  |  |  |  |  |  |  |  |  |
|               |               | 정황파 情況派 | 정황파 情況派 | 정황파 情況派 | 정황파 情況派 | 정황파 情況派 | 정황파 情況派 |               |               | 반기파 叛旗派     | 반기파 叛旗派     | 반기파 叛旗派     | 반기파 叛旗派     | 반기파 叛旗派     | 반기파 叛旗派     |                            |                            | 전기파 戦旗派              | 전기파 戦旗派              | 전기파 戦旗派              | 전기파 戦旗派              | 전기파 戦旗派         | 전기파 戦旗派         |                        |                        | 가나가와현 좌파 神奈川県左派 | 가나가와현 좌파 神奈川県左派 | 가나가와현 좌파 神奈川県左派 | 가나가와현 좌파 神奈川県左派 | 가나가와현 좌파 神奈川県左派 | 가나가와현 좌파 神奈川県左派 |               |               | 봉화파 烽火派 | 봉화파 烽火派 | 봉화파 烽火派           | 봉화파 烽火派        | 봉화파 烽火派             | 봉화파 烽火派             | 적군파 赤軍派             | 적군파 赤軍派             | 적군파 赤軍派             | 적군파 赤軍派             | 적군파 赤軍派             | 적군파 赤軍派             |                           |                           |                           |                           | 케이힌 안보공투 京浜安保共闘 | 케이힌 안보공투 京浜安保共闘 | 케이힌 안보공투 京浜安保共闘 | 케이힌 안보공투 京浜安保共闘 | 케이힌 안보공투 京浜安保共闘 | 케이힌 안보공투 京浜安保共闘 |                   |                   |                   |                   |  |  |  |  |  |  |  |  |  |  |  |  |  |  |  |  |  |  |  |  |  |  |  |  |  |  |  |  |  |  |  |  |  |  |  |  |  |  |  |  |
|               |               | 정황파 情況派 | 정황파 情況派 | 정황파 情況派 | 정황파 情況派 | 정황파 情況派 | 정황파 情況派 |               |               | 반기파 叛旗派     | 반기파 叛旗派     | 반기파 叛旗派     | 반기파 叛旗派     | 반기파 叛旗派     | 반기파 叛旗派     |                            |                            | 전기파 戦旗派              | 전기파 戦旗派              | 전기파 戦旗派              | 전기파 戦旗派              | 전기파 戦旗派         | 전기파 戦旗派         |                        |                        | 가나가와현 좌파 神奈川県左派 | 가나가와현 좌파 神奈川県左派 | 가나가와현 좌파 神奈川県左派 | 가나가와현 좌파 神奈川県左派 | 가나가와현 좌파 神奈川県左派 | 가나가와현 좌파 神奈川県左派 |               |               | 봉화파 烽火派 | 봉화파 烽火派 | 봉화파 烽火派           | 봉화파 烽火派        | 봉화파 烽火派             | 봉화파 烽火派             | 적군파 赤軍派             | 적군파 赤軍派             | 적군파 赤軍派             | 적군파 赤軍派             | 적군파 赤軍派             | 적군파 赤軍派             |                           |                           |                           |                           | 케이힌 안보공투 京浜安保共闘 | 케이힌 안보공투 京浜安保共闘 | 케이힌 안보공투 京浜安保共闘 | 케이힌 안보공투 京浜安保共闘 | 케이힌 안보공투 京浜安保共闘 | 케이힌 안보공투 京浜安保共闘 |                   |                   |                   |                   |  |  |  |  |  |  |  |  |  |  |  |  |  |  |  |  |  |  |  |  |  |  |  |  |  |  |  |  |  |  |  |  |  |  |  |  |  |  |  |  |
|               |               |               |               |               |               |               |               |               |               |                   |                   |                   |                   |                   |                   |                            |                            |                            |                            |                            |                            |                       |                       |                        |                        |                              |                              |                              |                              |                              |                              |               |               |               |               |                         |                      |                           |                           |                           |                           |                           |                           |                           |                           |                           |                           |                           |                           |                              |                              |                              |                              |                              |                              |                   |                   |                   |                   |  |  |  |  |  |  |  |  |  |  |  |  |  |  |  |  |  |  |  |  |  |  |  |  |  |  |  |  |  |  |  |  |  |  |  |  |  |  |  |  |
| 원방파 遠方派 | 원방파 遠方派 | 원방파 遠方派 | 원방파 遠方派 | 원방파 遠方派 | 원방파 遠方派 | 유격파 遊撃派 | 유격파 遊撃派 | 유격파 遊撃派 | 유격파 遊撃派 | 유격파 遊撃派     | 유격파 遊撃派     |                   |                   | 전기파 戦旗派     | 전기파 戦旗派     | 전기파 戦旗派              | 전기파 戦旗派              | 전기파 戦旗派              | 전기파 戦旗派              |                            |                            | 철의전선파 鉄の戦線派 | 철의전선파 鉄の戦線派 | 철의전선파 鉄の戦線派  | 철의전선파 鉄の戦線派  | 철의전선파 鉄の戦線派        | 철의전선파 鉄の戦線派        |                              |                              |                              |                              |               |               |               |               |                         |                      |                           |                           | 일본적군 日本赤軍         | 일본적군 日本赤軍         | 일본적군 日本赤軍         | 일본적군 日本赤軍         | 일본적군 日本赤軍         | 일본적군 日本赤軍         |                           |                           |                           |                           |                              |                              |                              |                              | 연합적군 連合赤軍            | 연합적군 連合赤軍            | 연합적군 連合赤軍 | 연합적군 連合赤軍 | 연합적군 連合赤軍 | 연합적군 連合赤軍 |  |  |  |  |  |  |  |  |  |  |  |  |  |  |  |  |  |  |  |  |  |  |  |  |  |  |  |  |  |  |  |  |  |  |  |  |  |  |  |  |
| 원방파 遠方派 | 원방파 遠方派 | 원방파 遠方派 | 원방파 遠方派 | 원방파 遠方派 | 원방파 遠方派 | 유격파 遊撃派 | 유격파 遊撃派 | 유격파 遊撃派 | 유격파 遊撃派 | 유격파 遊撃派     | 유격파 遊撃派     |                   |                   | 전기파 戦旗派     | 전기파 戦旗派     | 전기파 戦旗派              | 전기파 戦旗派              | 전기파 戦旗派              | 전기파 戦旗派              |                            |                            | 철의전선파 鉄の戦線派 | 철의전선파 鉄の戦線派 | 철의전선파 鉄の戦線派  | 철의전선파 鉄の戦線派  | 철의전선파 鉄の戦線派        | 철의전선파 鉄の戦線派        |                              |                              |                              |                              |               |               |               |               |                         |                      |                           |                           | 일본적군 日本赤軍         | 일본적군 日本赤軍         | 일본적군 日本赤軍         | 일본적군 日本赤軍         | 일본적군 日本赤軍         | 일본적군 日本赤軍         |                           |                           |                           |                           |                              |                              |                              |                              | 연합적군 連合赤軍            | 연합적군 連合赤軍            | 연합적군 連合赤軍 | 연합적군 連合赤軍 | 연합적군 連合赤軍 | 연합적군 連合赤軍 |  |  |  |  |  |  |  |  |  |  |  |  |  |  |  |  |  |  |  |  |  |  |  |  |  |  |  |  |  |  |  |  |  |  |  |  |  |  |  |  |
|               |               |               |               |               |               |               |               |               |               |                   |                   |                   |                   |                   |                   |                            |                            |                            |                            |                            |                            |                       |                       |                        |                        |                              |                              |                              |                              |                              |                              |               |               |               |               |                         |                      |                           |                           |                           |                           |                           |                           |                           |                           |                           |                           |                           |                           |                              |                              |                              |                              |                              |                              |                   |                   |                   |                   |  |  |  |  |  |  |  |  |  |  |  |  |  |  |  |  |  |  |  |  |  |  |  |  |  |  |  |  |  |  |  |  |  |  |  |  |  |  |  |  |
|               |               |               |               |               |               |               |               |               |               | 휴가파 日向派     | 휴가파 日向派     | 휴가파 日向派     | 휴가파 日向派     | 휴가파 日向派     | 휴가파 日向派     | 니시다파 西田派            | 니시다파 西田派            | 니시다파 西田派            | 니시다파 西田派            | 니시다파 西田派            | 니시다파 西田派            |                       |                       | 봉기파 蜂起派          | 봉기파 蜂起派          | 봉기파 蜂起派                | 봉기파 蜂起派                | 봉기파 蜂起派                | 봉기파 蜂起派                | ML파 ML派                    | ML파 ML派                    | ML파 ML派     | ML파 ML派     | ML파 ML派     | ML파 ML派     |                         |                      | 볼셰비키파 ボリシェビキ派 | 볼셰비키파 ボリシェビキ派 | 볼셰비키파 ボリシェビキ派 | 볼셰비키파 ボリシェビキ派 | 볼셰비키파 ボリシェビキ派 | 볼셰비키파 ボリシェビキ派 | ML파 ML派                 | ML파 ML派                 | ML파 ML派                 | ML파 ML派                 | ML파 ML派                 | ML파 ML派                 | 프로독파 プロ独派            | 프로독파 プロ独派            | 프로독파 プロ独派            | 프로독파 プロ独派            | 프로독파 プロ独派            | 프로독파 プロ独派            |                   |                   |                   |                   |  |  |  |  |  |  |  |  |  |  |  |  |  |  |  |  |  |  |  |  |  |  |  |  |  |  |  |  |  |  |  |  |  |  |  |  |  |  |  |  |
|               |               |               |               |               |               |               |               |               |               | 휴가파 日向派     | 휴가파 日向派     | 휴가파 日向派     | 휴가파 日向派     | 휴가파 日向派     | 휴가파 日向派     | 니시다파 西田派            | 니시다파 西田派            | 니시다파 西田派            | 니시다파 西田派            | 니시다파 西田派            | 니시다파 西田派            |                       |                       | 봉기파 蜂起派          | 봉기파 蜂起派          | 봉기파 蜂起派                | 봉기파 蜂起派                | 봉기파 蜂起派                | 봉기파 蜂起派                | ML파 ML派                    | ML파 ML派                    | ML파 ML派     | ML파 ML派     | ML파 ML派     | ML파 ML派     |                         |                      | 볼셰비키파 ボリシェビキ派 | 볼셰비키파 ボリシェビキ派 | 볼셰비키파 ボリシェビキ派 | 볼셰비키파 ボリシェビキ派 | 볼셰비키파 ボリシェビキ派 | 볼셰비키파 ボリシェビキ派 | ML파 ML派                 | ML파 ML派                 | ML파 ML派                 | ML파 ML派                 | ML파 ML派                 | ML파 ML派                 | 프로독파 プロ独派            | 프로독파 プロ独派            | 프로독파 プロ独派            | 프로독파 プロ独派            | 프로독파 プロ独派            | 프로독파 プロ独派            |                   |                   |                   |                   |  |  |  |  |  |  |  |  |  |  |  |  |  |  |  |  |  |  |  |  |  |  |  |  |  |  |  |  |  |  |  |  |  |  |  |  |  |  |  |  |
|               |               |               |               |               |               |               |               |               |               |                   |                   |                   |                   |                   |                   |                            |                            |                            |                            |                            |                            |                       |                       |                        |                        |                              |                              |                              |                              |                              |                              |               |               |               |               |                         |                      |                           |                           |                           |                           |                           |                           |                           |                           |                           |                           |                           |                           |                              |                              |                              |                              |                              |                              |                   |                   |                   |                   |  |  |  |  |  |  |  |  |  |  |  |  |  |  |  |  |  |  |  |  |  |  |  |  |  |  |  |  |  |  |  |  |  |  |  |  |  |  |  |  |
|               |               |               |               |               |               |               |               |               |               |                   |                   |                   |                   |                   |                   |                            |                            |                            |                            |                            |                            |                       |                       | 혁명의 기파 革命の旗派 | 혁명의 기파 革命の旗派 | 혁명의 기파 革命の旗派       | 혁명의 기파 革命の旗派       | 혁명의 기파 革命の旗派       | 혁명의 기파 革命の旗派       |                              |                              |               |               |               |               |                         |                      |                           |                           |                           |                           |                           |                           | 홍기파 紅旗派             | 홍기파 紅旗派             | 홍기파 紅旗派             | 홍기파 紅旗派             | 홍기파 紅旗派             | 홍기파 紅旗派             |                              |                              |                              |                              |                              |                              |                   |                   |                   |                   |  |  |  |  |  |  |  |  |  |  |  |  |  |  |  |  |  |  |  |  |  |  |  |  |  |  |  |  |  |  |  |  |  |  |  |  |  |  |  |  |
|               |               |               |               |               |               |               |               |               |               |                   |                   |                   |                   |                   |                   |                            |                            |                            |                            |                            |                            |                       |                       | 혁명의 기파 革命の旗派 | 혁명의 기파 革命の旗派 | 혁명의 기파 革命の旗派       | 혁명의 기파 革命の旗派       | 혁명의 기파 革命の旗派       | 혁명의 기파 革命の旗派       |                              |                              |               |               |               |               |                         |                      |                           |                           |                           |                           |                           |                           | 홍기파 紅旗派             | 홍기파 紅旗派             | 홍기파 紅旗派             | 홍기파 紅旗派             | 홍기파 紅旗派             | 홍기파 紅旗派             |                              |                              |                              |                              |                              |                              |                   |                   |                   |                   |  |  |  |  |  |  |  |  |  |  |  |  |  |  |  |  |  |  |  |  |  |  |  |  |  |  |  |  |  |  |  |  |  |  |  |  |  |  |  |  |
|               |               |               |               |               |               |               |               |               |               |                   |                   |                   |                   |                   |                   |                            |                            |                            |                            |                            |                            |                       |                       |                        |                        |                              |                              |                              |                              |                              |                              |               |               |               |               |                         |                      |                           |                           |                           |                           |                           |                           |                           |                           |                           |                           |                           |                           |                              |                              |                              |                              |                              |                              |                   |                   |                   |                   |  |  |  |  |  |  |  |  |  |  |  |  |  |  |  |  |  |  |  |  |  |  |  |  |  |  |  |  |  |  |  |  |  |  |  |  |  |  |  |  |
|               |               |               |               |               |               |               |               |               |               |                   |                   |                   |                   |                   |                   |                            |                            |                            |                            |                            |                            |                       |                       |                        |                        |                              |                              |                              |                              |                              |                              |               |               |               |               |                         |                      |                           |                           |                           |                           |                           |                           |                           |                           |                           |                           |                           |                           |                              |                              |                              |                              |                              |                              |                   |                   |                   |                   |  |  |  |  |  |  |  |  |  |  |  |  |  |  |  |  |  |  |  |  |  |  |  |  |  |  |  |  |  |  |  |  |  |  |  |  |  |  |  |  |
|               |               |               |               |               |               |               |               |               |               |                   |                   |                   |                   |                   |                   |                            |                            |                            |                            |                            |                            |                       |                       |                        |                        |                              |                              |                              |                              |                              |                              |               |               |               |               |                         |                      |                           |                           |                           |                           |                           |                           |                           |                           |                           |                           |                           |                           |                              |                              |                              |                              |                              |                              |                   |                   |                   |                   |  |  |  |  |  |  |  |  |  |  |  |  |  |  |  |  |  |  |  |  |  |  |  |  |  |  |  |  |  |  |  |  |  |  |  |  |  |  |  |  |
|               |               |               |               |               |               |               |               |               |               |                   |                   |                   |                   |                   |                   |                            |                            |                            |                            |                            |                            |                       |                       |                        |                        |                              |                              |                              |                              |                              |                              |               |               |               |               |                         |                      |                           |                           |                           |                           |                           |                           |                           |                           |                           |                           |                           |                           |                              |                              |                              |                              |                              |                              |                   |                   |                   |                   |  |  |  |  |  |  |  |  |  |  |  |  |  |  |  |  |  |  |  |  |  |  |  |  |  |  |  |  |  |  |  |  |  |  |  |  |  |  |  |  |
|               |               |               |               |               |               |               |               |               |               |                   |                   |                   |                   |                   |                   |                            |                            |                            |                            |                            |                            |                       |                       |                        |                        |                              |                              |                              |                              |                              |                              |               |               |               |               |                         |                      |                           |                           |                           |                           |                           |                           |                           |                           |                           |                           |                           |                           |                              |                              |                              |                              |                              |                              |                   |                   |                   |                   |  |  |  |  |  |  |  |  |  |  |  |  |  |  |  |  |  |  |  |  |  |  |  |  |  |  |  |  |  |  |  |  |  |  |  |  |  |  |  |  |
|               |               |               |               |               |               |               |               |               |               |                   |                   |                   |                   |                   |                   |                            |                            |                            |                            |                            |                            |                       |                       |                        |                        |                              |                              |                              |                              |                              |                              |               |               |               |               |                         |                      |                           |                           |                           |                           |                           |                           |                           |                           |                           |                           |                           |                           |                              |                              |                              |                              |                              |                              |                   |                   |                   |                   |  |  |  |  |  |  |  |  |  |  |  |  |  |  |  |  |  |  |  |  |  |  |  |  |  |  |  |  |  |  |  |  |  |  |  |  |  |  |  |  |
|               |               |               |               |               |               |               |               |               |               | 분트 BUND         | 분트 BUND         | 분트 BUND         | 분트 BUND         | 분트 BUND         | 분트 BUND         | 공산동 통일위 共産同統一委 | 공산동 통일위 共産同統一委 | 공산동 통일위 共産同統一委 | 공산동 통일위 共産同統一委 | 공산동 통일위 共産同統一委 | 공산동 통일위 共産同統一委 |                       |                       |                        |                        |                              |                              |                              |                              |                              |                              | 혁기파 赫旗派 | 혁기파 赫旗派 | 혁기파 赫旗派 | 혁기파 赫旗派 | 혁기파 赫旗派           | 혁기파 赫旗派        |                           |                           |                           |                           |                           |                           |                           |                           |                           |                           | 일공ML 日共ML             | 일공ML 日共ML             | 일공ML 日共ML                | 일공ML 日共ML                | 일공ML 日共ML                | 일공ML 日共ML                |                              |                              |                   |                   |                   |                   |  |  |  |  |  |  |  |  |  |  |  |  |  |  |  |  |  |  |  |  |  |  |  |  |  |  |  |  |  |  |  |  |  |  |  |  |  |  |  |  |
|               |               |               |               |               |               |               |               |               |               | 분트 BUND         | 분트 BUND         | 분트 BUND         | 분트 BUND         | 분트 BUND         | 분트 BUND         | 공산동 통일위 共産同統一委 | 공산동 통일위 共産同統一委 | 공산동 통일위 共産同統一委 | 공산동 통일위 共産同統一委 | 공산동 통일위 共産同統一委 | 공산동 통일위 共産同統一委 |                       |                       |                        |                        |                              |                              |                              |                              |                              |                              | 혁기파 赫旗派 | 혁기파 赫旗派 | 혁기파 赫旗派 | 혁기파 赫旗派 | 혁기파 赫旗派           | 혁기파 赫旗派        |                           |                           |                           |                           |                           |                           |                           |                           |                           |                           | 일공ML 日共ML             | 일공ML 日共ML             | 일공ML 日共ML                | 일공ML 日共ML                | 일공ML 日共ML                | 일공ML 日共ML                |                              |                              |                   |                   |                   |                   |  |  |  |  |  |  |  |  |  |  |  |  |  |  |  |  |  |  |  |  |  |  |  |  |  |  |  |  |  |  |  |  |  |  |  |  |  |  |  |  |
|               |               |               |               |               |               |               |               |               |               |                   |                   |                   |                   |                   |                   |                            |                            |                            |                            |                            |                            |                       |                       |                        |                        |                              |                              |                              |                              |                              |                              |               |               |               |               |                         |                      |                           |                           |                           |                           |                           |                           |                           |                           |                           |                           |                           |                           |                              |                              |                              |                              |                              |                              |                   |                   |                   |                   |  |  |  |  |  |  |  |  |  |  |  |  |  |  |  |  |  |  |  |  |  |  |  |  |  |  |  |  |  |  |  |  |  |  |  |  |  |  |  |  |
|               |               |               |               |               |               |               |               |               |               | 악티오 アクティオ | 악티오 アクティオ | 악티오 アクティオ | 악티오 アクティオ | 악티오 アクティオ | 악티오 アクティオ |                            |                            |                            |                            |                            |                            |                       |                       |                        |                        |                              |                              |                              |                              |                              |                              |               |               |               |               | 공동 미래 共同・未来    | 공동 미래 共同・未来 | 공동 미래 共同・未来      | 공동 미래 共同・未来      | 공동 미래 共同・未来      | 공동 미래 共同・未来      |                           |                           | 노동자공산당 労働者共産党 | 노동자공산당 労働者共産党 | 노동자공산당 労働者共産党 | 노동자공산당 労働者共産党 | 노동자공산당 労働者共産党 | 노동자공산당 労働者共産党 |                              |                              |                              |                              |                              |                              |                   |                   |                   |                   |  |  |  |  |  |  |  |  |  |  |  |  |  |  |  |  |  |  |  |  |  |  |  |  |  |  |  |  |  |  |  |  |  |  |  |  |  |  |  |  |
|               |               |               |               |               |               |               |               |               |               | 악티오 アクティオ | 악티오 アクティオ | 악티오 アクティオ | 악티오 アクティオ | 악티오 アクティオ | 악티오 アクティオ |                            |                            |                            |                            |                            |                            |                       |                       |                        |                        |                              |                              |                              |                              |                              |                              |               |               |               |               | 공동 미래 共同・未来    | 공동 미래 共同・未来 | 공동 미래 共同・未来      | 공동 미래 共同・未来      | 공동 미래 共同・未来      | 공동 미래 共同・未来      |                           |                           | 노동자공산당 労働者共産党 | 노동자공산당 労働者共産党 | 노동자공산당 労働者共産党 | 노동자공산당 労働者共産党 | 노동자공산당 労働者共産党 | 노동자공산당 労働者共産党 |                              |                              |                              |                              |                              |                              |                   |                   |                   |                   |  |  |  |  |  |  |  |  |  |  |  |  |  |  |  |  |  |  |  |  |  |  |  |  |  |  |  |  |  |  |  |  |  |  |  |  |  |  |  |  |
|               |               |               |               |               |               |               |               |               |               |                   |                   |                   |                   |                   |                   |                            |                            |                            |                            |                            |                            |                       |                       |                        |                        |                              |                              |                              |                              |                              |                              |               |               |               |               | 혁명21 (준) 革命21 (準) |                      |                           |                           |                           |                           |                           |                           |                           |                           |                           |                           |                           |                           |                              |                              |                              |                              |                              |                              |                   |                   |                   |                   |  |  |  |  |  |  |  |  |  |  |  |  |  |  |  |  |  |  |  |  |  |  |  |  |  |  |  |  |  |  |  |  |  |  |  |  |  |  |  |  |

## 참고 자료
- 島成郎 (1999). 《ブント私史 : 青春の凝縮された生の日々ともに闘った友人たちへ》. 批評社. ISBN 4826502699. 다음 글자 무시됨: ‘和書’ (도움말)　一次ブント書記長の回想録
- 府川充男 (2006). 《ザ・一九六八》. 白順社. ISBN 483440093X. 다음 글자 무시됨: ‘和書’ (도움말)　マル戦派からみた二次ブント
- 荒岱介 (2001). 《破天荒伝 : ある叛乱世代の遍歴》. 太田出版. ISBN 4872335627. 다음 글자 무시됨: ‘和書’ (도움말)二次ブント戦旗派リーダーの回想録
- 荒岱介 (2005). 《破天荒な人々 : 叛乱世代の証言》. 彩流社. ISBN 4779111153. 다음 글자 무시됨: ‘和書’ (도움말)
- 神津陽 (2007). 《極私的全共闘史　中大　1965-68》. 彩流社. ISBN 9784779113116. 다음 글자 무시됨: ‘和書’ (도움말) 巻末に詳細かつ具体的な60年代年譜記載　叛旗派リーダーから見た二次ブント
- 塩見孝也 (2003). 《赤軍派始末記-元議長が語る40年》. 彩流社. ISBN 4882027984. 다음 글자 무시됨: ‘和書’ (도움말)　関西ブントから見た二次ブント設立から、分裂・赤軍派の結成：「人名・組織名を含めた固有名詞の誤謬乃至根本的事実錯認が多いことには夙（つと）に旧ブント系諸氏の間でも定評がある」（府川充男『覚書＝「歴史的対象」としての第二次ブントと赤軍派』p150参照、雑誌『情況』2008年5月号）という。
- 小嵐九八郎 (2010). 《日本赤軍! 世界を疾走した群像》. 図書新聞. ISBN 9784886114365. 다음 글자 무시됨: ‘和書’ (도움말)
- イマニュエル・ウォーラステイン『反システム運動』（大村書店, 1992年）
- すが秀実『革命的な、あまりに革命的な-「1968年の革命」史論』（作品社2003）
- 蔵田計成「安保全学連」（三一書房.1969）
- 山中明『戦後学生運動史』(青木新書1961　再発群出版1981 ）
- 小山弘健『戦後日本共産党史』参照（芳賀書店 1966こぶし書房より2008再発）
- 森田実『戦後左翼の秘密-60年安保世代からの証言』（潮文社1980）
- 武井昭夫『武井昭夫論集③-層としての学生運動』（スペース伽耶、2005）初代全学連委員長の、50年代の学生運動の記録・「先駆性理論」の提示
- 西部邁『60年安保センチメンタルジャーニー』（文藝春秋1986　再発洋泉社2007）
- 西部邁「ブントっと、ブントっと」『サンチョ・キホーテの旅』（新潮社、2009年、pp. 228-231） ISBN 978-4-10-367505-1
- 青木昌彦『私の履歴書-人生越境ゲーム』（日本経済新聞出版社2008）一次ブント理論家の回想録
- 吉本隆明「戦後世代の政治思想」「擬制の終焉」:『吉本隆明著作集13（政治評論集）』収録（勁草書房1978)　1960年安保の総括と時代精神
- 岩田弘『世界資本主義〈1〉新情報革命と新資本主義の登場 』（批評社2006）
- 長崎浩『1960年代-ひとつの精神史』（作品社1988）
- 『ブント書記長島成郎を読む―島成郎と60年安保の時代〈1〉』（情況出版2002）
- 廣松渉『哲学者廣松渉の告白的回想録』（河出書房新社2006）
- 藤本敏夫『農的幸福論-藤本敏夫からの遺言』（家の光協会 2002）　1968年10月21日時の国際反戦デー防衛庁抗議行動時の反帝全学連委員長、かつ後に有機農産物宅配事業「大地を守る会」を立ち上げる。
- さらぎ徳二『我かく闘えり-破防法闘争32年』（情況出版2001）　ブント第8回大会議長
- さらぎ徳二『革命に生きる - 웨이백 머신 (보관됨 2013-05-26)』　ブント第8回大会議長の詳細な二次ブント回想録。情況1997年7月号、1997年10月号、1998年3月号 、1999年7月号に連載された。未完。
- 荒岱介『破天荒な人々-叛乱世代の証言』（彩流社2005）　雑誌『情況』創刊者かつ明大独立社学同を一から立ち上げた古賀暹のインタビューやマル戦派望月彰インタビューなど、二次ブント設立直前やそこにおける廣松渉の役割などがわかる。
- 府川充男『覚書＝「歴史的対象」としての第二次ブントと赤軍派』雑誌『情況』2008年5月号
- 三上治『1960年代論』（批評社2000）
- 荒岱介『新左翼とは何だったのか』（幻冬舎2008）
- 山本義隆『東大闘争資料集』全23巻（'68・'69を記録する会編、1992年）国会図書館に寄贈
- 渡辺眸、寄稿・山本義隆『東大全共闘1968-1969』（新潮社、2007年）
- 米田隆介「明大学費と闘争資料集」（2006）
- 小阪修平『思想としての全共闘世代』（ちくま新書　2006）　1969年5月三島由紀夫が東大全共闘と対話したときの積極的な発言者
- 島泰三『 安田講堂 1968‐1969』（中央公論新書　2005）「本郷学生隊長」として安田講堂に立てこもった当事者の証言
- 津村喬『〈逃走〉するものの〈知〉』、雑誌『中央公論』1984年9月号